# Wikipedia in birmano
La Wikipedia in birmano (မြန်မာဝီကီပီးဒီးယား), spesso abbreviata in my.wikipedia o my.wiki, è l'edizione in lingua birmana dell'enciclopedia online Wikipedia. Tale edizione ebbe inizio ufficialmente nel luglio 2004.

## Statistiche
La Wikipedia in birmano ha 109 030 voci, 252 792 pagine, 128 531 utenti registrati di cui 139 attivi, 4 amministratori e una "profondità" (depth) di 6 (al 9 maggio 2025).
È la 72ª Wikipedia per numero di voci ma, come "profondità", è la 66ª fra quelle con più di 100.000 voci (al 25 marzo 2025).

## Cronologia
- 10 aprile 2009 — supera le 1 000 voci
- 5 marzo 2011 — supera le 5 000 voci
- 30 novembre 2011 — supera le 10 000 voci
- 26 settembre 2020 — supera le 50 000 voci
- 1º gennaio 2021 — supera le 100 000 voci